# Filip al VI-lea al Spaniei
Filip al VI-lea de Bourbon și Grecia, alternativ Felipe al VI-lea, (numele întreg: Felipe Juan Pablo Alfonso de Todos los Santos de Borbón y de Grecia; n. 30 ianuarie 1968, Madrid, Spania) este actualul rege al Spaniei. A urcat pe tron la 19 iunie 2014, după abdicarea tatălui său, regele Juan Carlos I.

## Naștere și educație
Felipe s-a născut la Madrid, fiind al treilea copil al regelui Juan Carlos și al reginei Sofia. Are două surori mai mari, Infanta Elena și Infanta Cristina. A fost botezat de arhiepiscopul Madridului, Casimiro Morcillo González, și a primit numele Felipe Juan Pablo Alfonso de Todos los Santos (în cinstea lui Filip al V-lea, primul Bourbon care a domnit în Spania, a bunicilor lui, Infantele Juan, Conte de Barcelona și Paul I al Greciei și a străbunicului său, regele Alfonso al XIII-lea al Spaniei), particula Todos los Santos fiind adăugată prin tradiție membrilor casei regale spaniole. La naștere a primit titlul de Infante, chiar dacă la vremea respectivă tatăl său nu era rege. Nașii săi au fost bunicul patern, Infantele Juan, Conte de Barcelona, și străbunica sa, regina Victoria Eugenia.
Felipe a urmat învățământul obligatoriu la Madrid, apoi a studiat un an la un liceu din Ontario, Canada, după care a urmat cursurile Universității Autonome din Madrid, unde a obținut o diplomă în drept. A făcut de asemenea câteva cursuri de economie și un master în relații internaționale la Universitatea Georgetown, SUA, unde l-a avut coleg pe vărul său din Grecia, Prințul Pavlos.
Felipe vorbește spaniola, catalana, franceza, engleza și puțină greacă.

## Prinț de Asturia

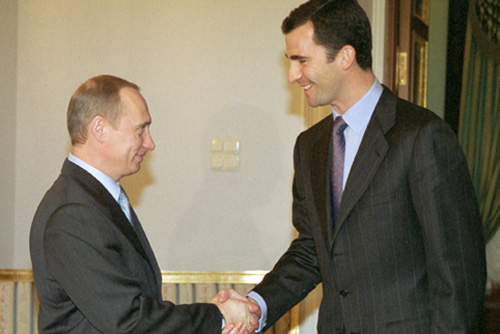
Prințul Felipe și Vladimir Putin la 7 februarie 2001, la Kremlin, Moscova.

Ca prinț de Asturia și-a început îndatoririle de viitor rege prin numeroase activități oficiale din diferite sectoare și aspecte ale vieții publice spaniole. Din anul 1995, a început să viziteze teritoriile autonome spaniole pentru o mai bună înțelegere a celor din regiunile respective și a avut întâlniri cu comunitățile locale. Permanent s-a întâlnit cu reprezentanții celor mai importante instituții și mai ales cu cei ce se ocupă de constituție. A ținut discursuri publice și private despre afacerile interne dar și internaționale. Atunci când tatăl său nu putea participa, Felipe a prezidat prezentarea anuală a Armatei și a participat la exerciții militare.
A vizitat multe state din Europa, lumea arabă, Orientul îndepărtat, Australia și Africa de Nord, în ideea de a juca un rol activ în promovarea intereselor economice și comerciale, ale limbii și culturii sale. Din 1996, Felipe reprezintă Spania la ceremoniile de investitură a diferiților președinți din America Latină.
Înalt de 1,97 m, Felipe a fost membru al echipei olimpice de iahting a Spaniei la Jocurile Olimpice de la Barcelona din 1992, unde a ocupat locul al 6-lea.

### Căsătorie și copii

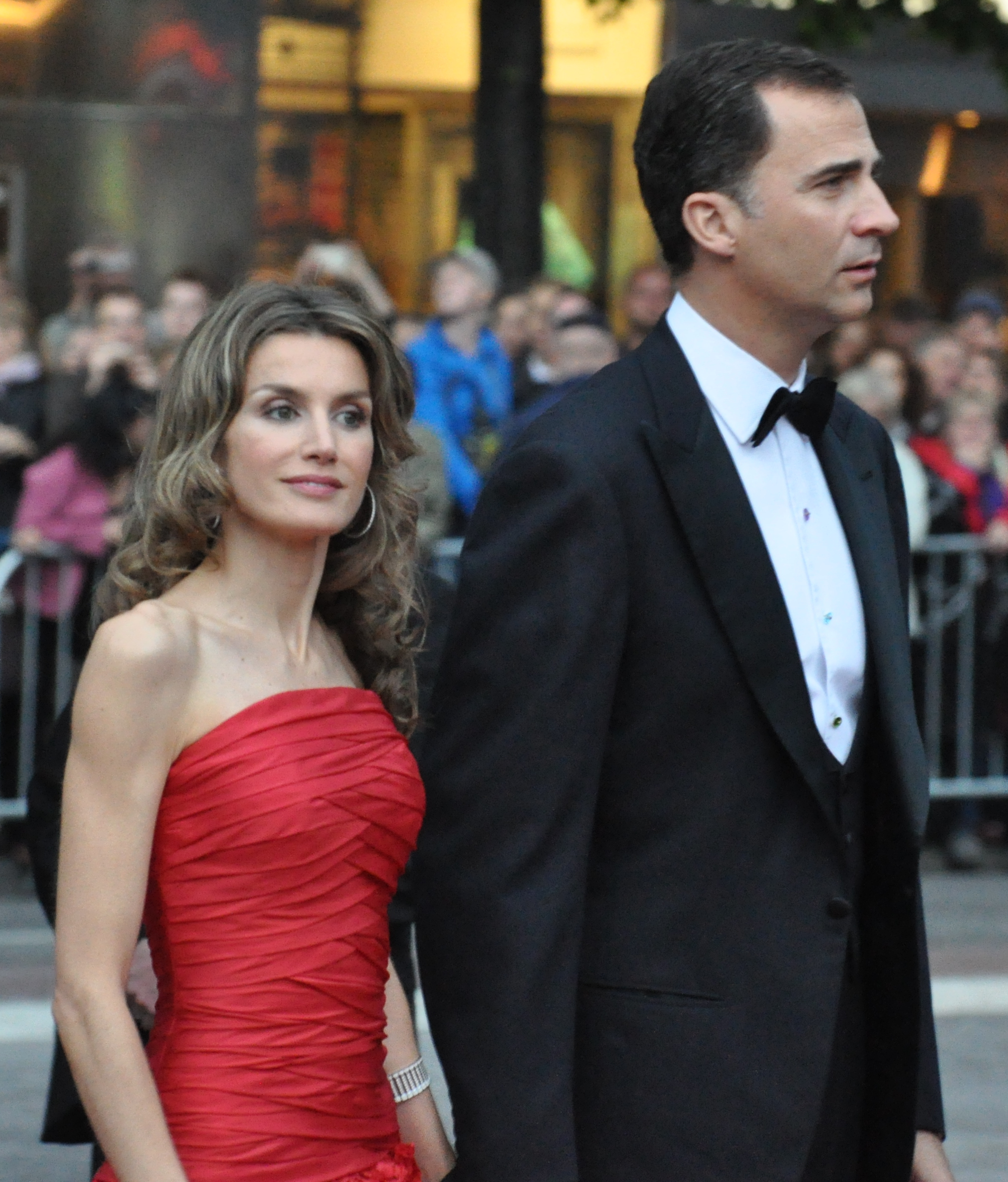
Prințul Felipe de Asturia și soția sa Letizia, 2010.

De-a lungul timpului, numele său a fost asociat cu diferite femei, însă doar două relații au fost mai importante: prima a fost cu o femeie de viță nobilă, dar care era cu 3 ani mai mare ca Felipe, ceea ce nu a fost bine văzut de casa regală, iar cea de-a doua cu un model norvegian care pozase și nud în cariera sa, lucru la fel de neplăcut pentru familia regală. Relația cu jurnalista de televiziune Letizia Ortiz a fost ținută departe de atenția publică până în 2003, când cuplul a anunțat oficial logodna.
În ciuda faptului că Letizia mai fusese căsătorită, doar civil, și era divorțată, publicul a acceptat-o, pentru că reprezintă femeia modernă, independentă, educată și împlinită profesional. S-au căsătorit la 22 mai 2004 la Madrid. Cuplul are două fete:
- ASR Infanta Leonor de Todos los Santos a Spaniei, născută la 31 octombrie 2005.
- ASR Infanta Sofía de Todos los Santos a Spaniei, născută la 29 aprilie 2007.

Felipe este nașul a cel puțin șapte copii:
- Prințul Constantinos-Alexios al Greciei, fiul lui Pavlos, Prinț Moștenitor al Greciei;
- Prințul Ernst August de Hanovra, fiul prințului Ernst August de Hanovra;
- Luis Felipe Gómez-Acebo y Ponte, fiul vărului său, Beltrán (fiul infantei Pilar);
- Miguel Urdangarín y de Borbón, fiul surorii sale, infanta Cristina;
- Prințesa Ingrid Alexandra a Norvegiei, fiica lui Haakon, Prinț Moștenitor al Norvegiei;
- Prințul Vincent al Danemarcei, al doilea fiu al lui Frederik, Prinț Moștenitor al Danemarcei
- Prințesa Sofia a Bulgariei, fiica prințului Constantin al Bulgariei (Constantin este la rândul său nașul fiicei lui Felipe, infanta Sofía).

## Domnie
La 19 iunie 2014 tatăl lui Felipe, regele Juan Carlos I al Spaniei a abdicat în favoarea lui Felipe, care a fost înscăunat rege al Spaniei în aceeași zi. După urcarea la tron, acesta a devenit cel mai tânăr monarh al Europei, fiind cu nouă luni mai tânăr decât regele Willem-Alexander al Țărilor de Jos.
Ca rege, Felipe are puteri politice limitate, Constituția din 1978 arătând că monarhul “arbitrează și mediază funcționarea instituțiilor”.
Cea mai presantă sarcină a lui este reformarea monarhiei. Un sondaj al Centrului pentru Studii Sociologice din Madrid a arătat că popularitatea monarhiei s-a prăbușit în ultimii ani ai domniei lui Juan Carlos, de la un nivel record de 75% ajungând la 38%.
În iunie 2015, Felipe i-a retras surorii sale, infanta Cristina, titlul de Ducesă de Palma de Mallorca, în urma scandalului de corupție în care este implicată.
După un an de domnie, Felipe a reușit să ridice nivelul de popularitate al monarhiei la 81%, potrivit cotidianului El País.

## Protest public
După atentatele din 11 martie 2004 de la Madrid, Felipe, împreună cu surorile sale Elena și Cristina, au devenit primii membri ai familiei regale spaniole care au participat la un protest public. 